# Ponteh
Ponteh is een bestuurslaag in het regentschap Pamekasan van de provincie Oost-Java, Indonesië. Ponteh telt 2792 inwoners (volkstelling 2010).